# Malacomys longipes
Malacomys longipes är en däggdjursart som beskrevs av Milne-Edwards 1877. Malacomys longipes ingår i släktet långfotade råttor, och familjen råttdjur. IUCN kategoriserar arten globalt som livskraftig. Inga underarter finns listade i Catalogue of Life.
Arten förekommer med flera från varandra skilda populationer i centrala Afrika från Nigeria till Uganda och söderut till nordöstra Angola. Den lever i låglandet och i bergstrakter upp till 2230 meter över havet. Habitatet utgörs främst av regnskogar i låglandet. I bergstrakter lever arten nära vattendrag eller vid andra fuktiga platser.
Arten blir utan svans 14,4 till 17,3 cm lång, svanslängden är 16,5 till 20,2 cm och vikten varierar mellan 88 och 129 g. Djuret har 3,6 till 4,1 cm långa bakfötter och cirka 2,5 cm stora öron. Den korta och mjuka pälsen på ovansidan har en kanelbrun till rödbrun färg och undersidan är täckt av ljusgrå päls. Variationen mellan olika exemplar är ganska stor. Huvudet kännetecknas av en spetsig nos, stora ögon och långa avrundade nakna öron. Malacomys longipes har nästan vita händer och fötter. Fötternas tre mellersta tår är betydlig längre än de andra tårna. På svansen förekommer bara enstaka hår.
Denna gnagare är aktiv på natten och den gömmer sig på dagen i jordhålor eller bergssprickor intill vattendrag. Ibland sover den bland klätterväxter. Allmänt är artens fötter inte lämpliga för klättring i växtligheten. Födans sammansättning varierar. Bland annat ingår växtdelar och mjuka ryggradslösa djur. Honan föder upp till fem ungar per kull.